# Johann Friedrich Benzenberg

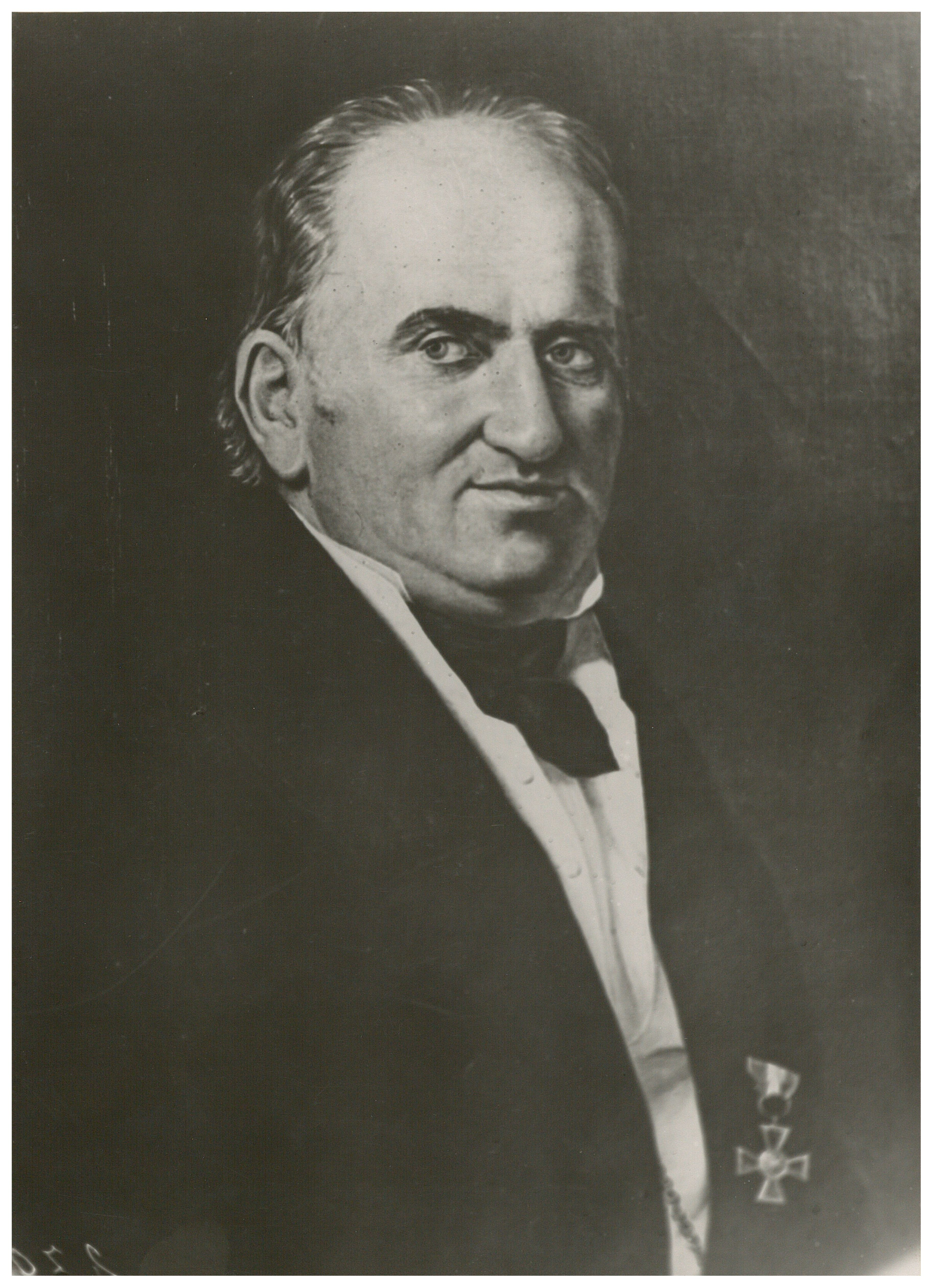
Johann Friedrich Benzenberg, 1834, Schwarz-Weiß-Abbildung des Gemäldes von Bodo von Hopfgarten, Stadtmuseum Landeshauptstadt Düsseldorf

Johann Friedrich Benzenberg (* 5. Mai 1777 in Schöller bei Vohwinkel, Herzogtum Berg, heute zu Wuppertal; † 8. Juni 1846 in Düsseldorf-Bilk) war ein deutscher Physiker, Geodät und Publizist.

## Leben und Wirken

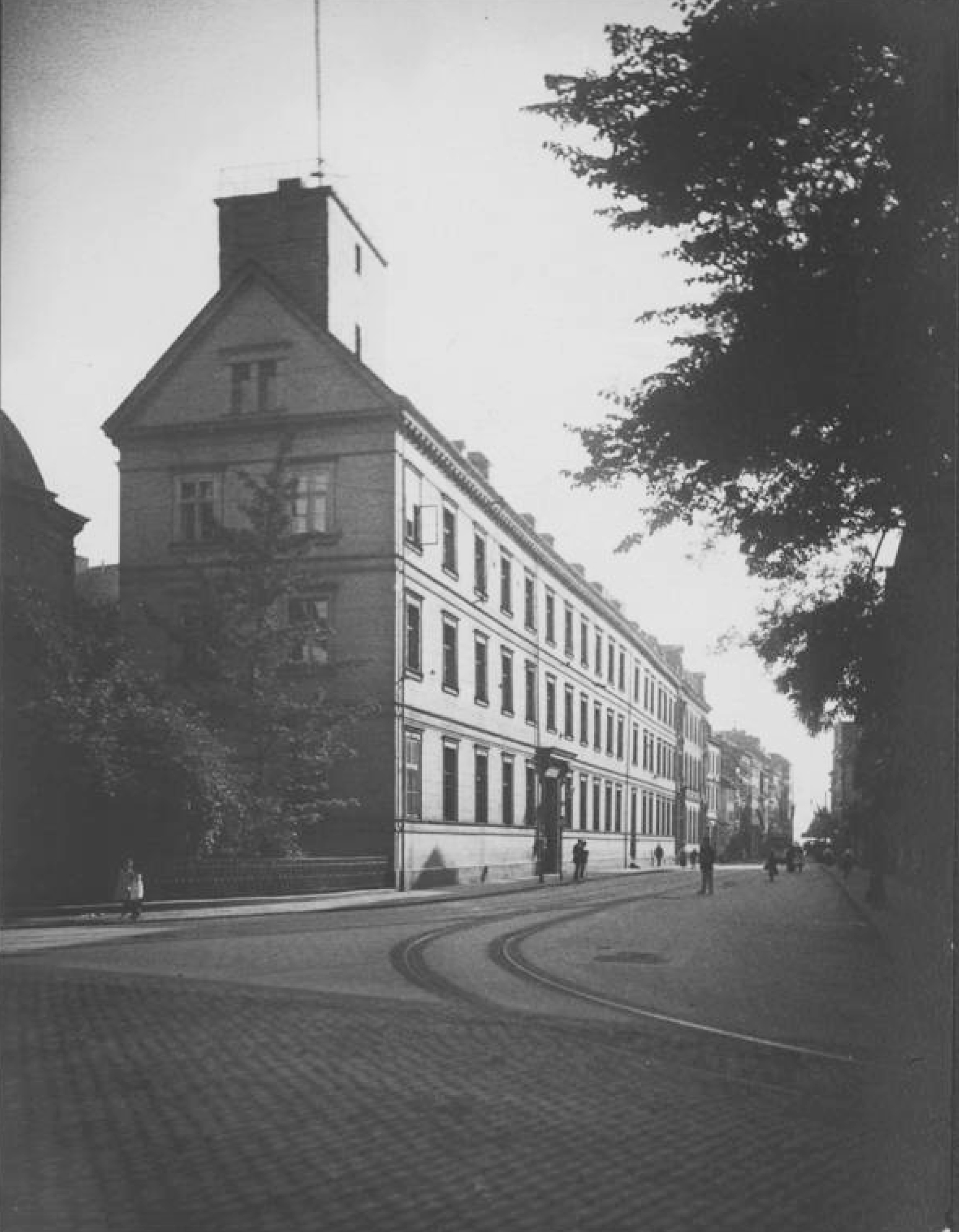
Altes Regierungsgebäude an der Mühlenstraße mit Sternwarte, Foto Erwin Quedenfeldt in 1911

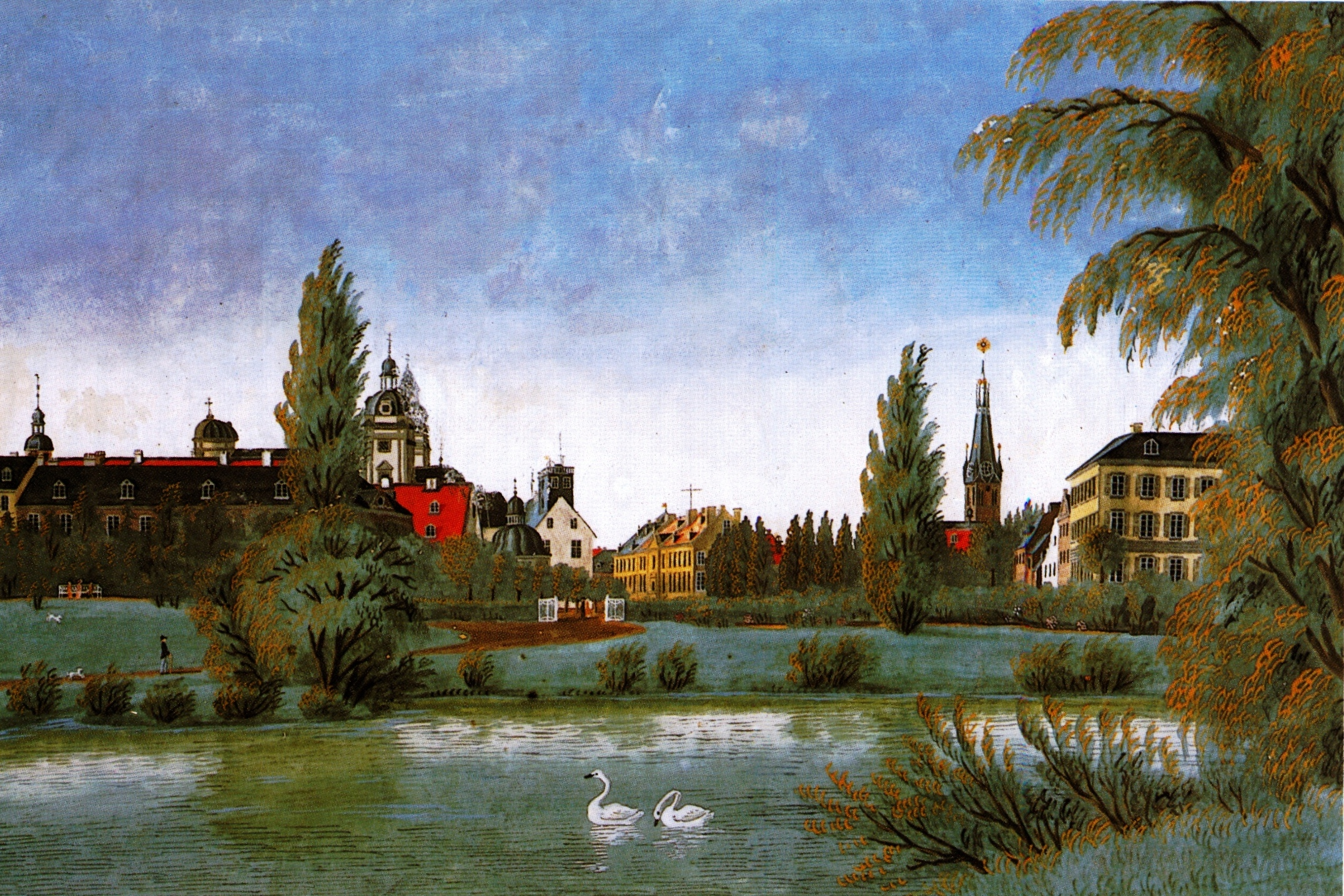
Blick vom Botanischen Garten in die Mühlenstraße (Darstellung von Benzenbergs erster Sternwarte, Dachreiter über dem weißen Giebel in der Bildmitte)

Benzenberg wuchs in einem evangelischen Pfarrhaus auf. Er war der Sohn des Schöllerer Dorfpfarrers Heinrich Benzenberg (1744–1809), studierte 1795 bis 1797 in Marburg Theologie, von September 1797 bis Ostern 1799 in Göttingen Astronomie bei Georg Christoph Lichtenberg und Mathematik bei Abraham Gotthelf Kästner. Er promovierte im Jahr 1800 in Duisburg. Maximilian IV., Kurfürst von Bayern und Herzog von Berg, ernannte ihn 1805 zum Professor für Physik und Astronomie am Lyzeum in Düsseldorf (heute Maxhaus). Zusätzlich wurde ihm die Leitung der Landvermessung des Herzogtums bzw. Großherzogtums Berg übertragen, die er von 1805 bis 1810 durchführte. 1807 wurde er zum korrespondierenden Mitglied der Göttinger Akademie der Wissenschaften gewählt.
Benzenberg gründete eine eigene Schule für Landvermesser, für die er auch das grundlegende Werk Handbuch der angewandten Geometrie (3 Bde., Düsseldorf 1815) verfasste. Weiter entwarf er eine Landmesser-Ordnung. Benzenberg setzte sich intensiv mit dem Aufbau eines Katasters auseinander; von ihm stammt die berühmte Aussage: „Beim Cataster ist die Hauptsache, daß es fertig werde; dann zweitens, daß es genau werde.“ (Über das Cataster, 1818) Auch beschäftigte er sich mit Baupreisen, kaufte sich in der sich mit der Erschließung der Carlstadt in 1808 ein Haus in der Breite Straße, verkaufte dieses nach Ausbauten mit einem Türmchen für seine astronomischen Instrumente, und kaufte 1826 ein Haus auf der Hohe Straße in Düsseldorf.
Am 4. Oktober 1807 heiratete er in Düsseldorf Johanna Charlotte Platzhoff (1789–1809), die Tochter des Elberfelder Seidenfabrikanten Friedrich Adolf Platzhoff (1764–1802).
Infolge der Regierungsveränderung im Großherzogtum Berg ging er 1810 in die Schweiz, deren demokratische Regierungsform er zu schätzen lernte und als Vorbild empfahl. Nach dem Sturz Napoleons wandte er sich nach Paris, ging aber später nach Deutschland zurück.
Mit politischen Schriften über den Fürsten Hardenberg und König Friedrich Wilhelm III. machte er sich bei den Preußen unbeliebt. In seiner 1815 in Paris gedruckten Schrift Wünsche und Hoffnungen eines Rheinländers sprach er sich für den Konstitutionalismus aus: „Der Mensch will eine rechtliche Verfassung, nicht allein ihres Werthes wegen, sondern wegen seiner Würde.“
1843 errichtete er in Düsseldorf-Bilk eine private Sternwarte, die er der Stadt vermachte. Zuvor hatte er Ferdinand Orbans Sternwarte im Düsseldorfer Regierungsgebäude an der Mühlenstraße genutzt. Bei seinem Tode überließ er der Stadt Düsseldorf auch eine Summe von 5000 Talern, deren Zinsen für die Besoldung eines Astronomen an seiner Sternwarte verwendet werden sollten. An Benzenbergs Sternwarte arbeitete zunächst Johann Friedrich Julius Schmidt, 1845/1846 Assistent Benzenbergs, ab 1847 Franz Friedrich Ernst Brünnow, ab 1851 Karl Theodor Robert Luther.
In der Physik machte Benzenberg sich besonders durch seine Fallversuche vom Turm der Hamburger Michaelis-Kirche einen Namen. Das Experiment aus dem Jahr 1802 diente dem Nachweis der Erdrotation. Benzenberg bestieg den Turm des „Michel“ und ließ in dessen Innerem aus 76,30 Metern Höhe Bleikugeln zu Boden fallen. Während des freien Falls der Kugeln, die ihre Bahngeschwindigkeit um die Erde beibehielten, trafen sie nicht genau im Lot auf der Erde auf, sondern im Mittel leicht nach Osten versetzt. Benzenberg stellte eine mittlere Abweichung um neun Millimeter vom Lotpunkt fest. Einen ähnlichen Versuch unternahm er 1803 in dem vorübergehend stillgelegten Schacht Zur alten Roßkunst der Zeche Trappe mit einer Fallhöhe von 42 Lachtern (~ 84 Meter). Der Versuch in dem Schacht hatte den Vorteil, dass Benzenberg dort den störenden Luftzug abstellen konnte. Die Ergebnisse wurden von Heinrich Wilhelm Olbers und Carl Friedrich Gauß diskutiert. Gauß berechnete die theoretisch zu erwartende Ablenkung auf 8,7 Millimeter. Benzenbergs Fallversuche am „Hamburger Michel“ zum Nachweis der Erddrehung waren also erfolgreich.
Während seines kurzen Aufenthalts in Hamburg schätzte Benzenberg in Zusammenarbeit mit Heinrich Wilhelm Brandes die Höhe von Sternschnuppen durch gleichzeitige Beobachtungen an verschiedenen Orten ab. Das Ergebnis von 90 bis 110 km zeigte, dass es sich bei Sternschnuppen um Erscheinungen oberhalb der Erdatmosphäre handelt, was zu dieser Zeit noch ungewiss war.
Johann Friedrich Benzenberg starb am 8. Juni 1846 in Düsseldorf-Bilk. Sein Grab befindet sich auf dem alten Golzheimer Friedhof in Düsseldorf-Golzheim.
In Düsseldorf wurde die Benzenberg-Realschule nach ihm benannt.
In mehreren Gemeinden wurden Straßen nach ihm benannt.
Der Asteroid (6734) Benzenberg wurde am 30. Juli 2007 nach ihm benannt.

## Werke
- Actien zu 50 Thaler. [Düsseldorf] [1833] (Digitalisat).
- Alphabetisches Verzeichniß der stimmberechtigten Mitglieder der evangelischen Gemeinde in Düsseldorf. [Düsseldorf] [1839] (Digitalisat).
- Alphabetisches Verzeichniß derjenigen Mitglieder der Evangelischen Gemeinde zu Düsseldorf, welche bei der Repräsentanten-Wahl zu stimmen berechtigt sind. [S.l.] [1839] (Digitalisat).
- Anfangsgründe der Rechenkunst und Geometrie für die Feldmesser des Großherzogthums Berg. Schreiner, Düsseldorf 1810 (Digitalisat).
- Anfangsgründe der Rechenkunst und Geometrie für die Feldmesser des Großherzogthums Berg. Schreiner, Düsseldorf 1818 (Digitalisat).
- Die Astronomie, Physische Geographie, Meteorologie und Geologie. Georg Christoph Lichtenbergs Vorlesung 1797/1798. Hrsg. und kommentiert von Hartmut Grosser, Redaktion: Ulrich Joost und Alexander Neumann (= Lichtenberg-Studien, Band 13). Wallstein, Göttingen 2004, ISBN 978-3-89244-816-7.
- Versuche die Entfernung, die Geschwindigkeit und die Bahnen der Sternschnuppen zu bestimmen. Perthes, Hamburg 1800 (Digitalisat)
- Beschreibung eines einfachen Reisebarometers. Nebst eine Anleitung zur leichten Berechnung der Berghöhen. Schreiner, Düsseldorf 1811 (Digitalisat).
- Briefe, geschrieben auf einer Reise nach Paris. Dortmund 1805 (Digitalisat); (Digitalisat)
- Briefe geschrieben auf einer Reise durch die Schweiz im Jahr 1810. Schreiner, Düsseldorf 1811 (Digitalisat).
- Der Dom in Cöln. Mallinckrodt, Dortmund 1810 (Digitalisat).
- Briefe, geschrieben in Paris im Jahr 1815. Dortmund 1816 (Digitalisat)
- Ueber Provinzial-Verfassung. Hamm 1819 (Digitalisat)
- Beiträge zur Geschichte des Steuerwesens in den Herzogthümern Jülich und Berg von 1500 bis 1800. Nebst den Verhandlungen der Stände über das Bewilligungsrecht. Aus Urkunden gezogen. Düsseldorf 1821 (Digitalisat).
- Ueber das Sinken der Preußischen Staats-Schuld. Severin, Düsseldorf 1829 (Digitalisat).
- Über die Dalton’sche Theorie. J. E. Schaub, Düsseldorf 1830 (Digitalisat).
- Die englische Nationalschuld und das Jahr 1862. Wolf, [Düsseldorf] 1845 (Digitalisat).
- Der Erzbischof in Cöln. [S.l.] 1838 (Digitalisat).
- Friedrich Wilhelm der Dritte. Brockhaus, Leipzig 1821 (Digitalisat).
- Die Gemeinde-Ausgaben der Städte Düsseldorf, Elberfeld, Coblenz, Trier, Berlin und Paris. [Wolf], [Düsseldorf] 1833 (Digitalisat).
- Die Gemeinde-Ausgaben der Städte Düsseldorf, Elberfeld, Barmen, Köln, Bonn, Coblenz, Greuznach, Trier, Aachen, Münster, Minden, Arnsberg, Dortmund, Berlin, [...]. 2. Auflage. E. Weber, Bonn 1835 (Digitalisat).
- Instruction für die Landmesser aller Classen in dem Großherzogthum Berg. [Düsseldorf] [ca. 1806] (Digitalisat).
- Ist Cönen wirklich ermordet worden?. 1823 (Digitalisat).
- Nachrichten von Michael de Molinos. Bötticher, Düsseldorf 1844 (Digitalisat).
- Rapport sur les opérations trigonométriques, faites … pour l’arpentage générale du Grand-Duché de Berg dans l'année 1806. [Stahl], [Düsseldorf] 1806 (Digitalisat).
- Rother’s Bericht über die Haupt-Verwaltung der preußischen Staatsschulden seit dem Jahre 1820. Weber, Bonn 1835 (Digitalisat).
- Die Rechenkunst und Geometrie für die Geometer des Großherzogthums Berg. Schreiner, Düsseldorf 1811 (Digitalisat).
- Die Rückzahlung der Nationalschulden von England und das Jahr 1862. Schaub, Düsseldorf 1842 (Digitalisat).
- Schreiben an den König bei der Ueberreichung der Gemeinde-Ausgaben der Städte Düsseldorf, Elberfeld, Coblenz, Trier, Berlin und Paris. [S.l.] 1833 (Digitalisat).
- Schreiben an den König bei der Ueberreichung der Gemeinde-Ausgaben der Städte Düsseldorf, Elberfeld, Barmen, Cöln, Bonn, Coblenz, Creuznach, Trier, Aachen, […]. [S.l.] 1835 (Digitalisat).
- Die Staats-Verfassungen Deutschlands. Bötticher, Düsseldorf 1845 (Digitalisat).
- Ueber den Aktienhandel der Düsseldorf-Elberfelder Eisenbahn. [Düsseldorf] [1838] (Digitalisat).
- Ueber die Bestimmung der geographischen Länge durch Sternschnuppen. Perthes, Hamburg 1802 (Digitalisat).
- Ueber die Grabmonumente auf dem Düsseldorfer Kirchhofe. Wolf, Düsseldorf 1844 (Digitalisat).
- Ueber die warmen Quellen in Aachen. Jacob Anton Mayer, Aachen 1831 (Digitalisat).
- Ueber die warmen Quellen in Aachen. [S.l.], 1831 (Digitalisat).
- Über das Cataster. 2 Bände. Bonn 1818 (Digitalisat)
- Über Handel und Gewerbe, Steuern und Zölle. Elberfeld 1819 (Digitalisat)
- Ueber Pressfreiheit und Censur. Düsseldorf 1841 (Digitalisat).
- Über Provinzialverfassung, mit besonderer Berücksichtigung von Jülich, Cleve, Berg und Mark. 2 Bände. Hamm 1819–1822.
- Über Preußens Geldhaushalt und neues Steuersystem. Leipzig 1820 (Digitalisat, Digitalisat).
- Vereinigungs-Urkunde der Reformirten und Lutherischen Gemeinde in Düsseldorf. [Düsseldorf?] 1840 (Digitalisat).
- Verfassung, Staatsverfassung. In: Conversations-Lexicon oder Allgemeine Hand-Encyclopädie für gebildete Stände, Band 10 (Anhang), Leipzig, F.A. Brockhaus 1819 (4. Auflage), S. 811–824.
- Die warmen Quellen in Aachen. Wolf, Düsseldorf 1830 (Digitalisat).
- Was kostet die Eisenbahn von Düsseldorf nach Elberfeld die deutsche Meile mit einfachem Geleise? [S.l.] 1838 (Digitalisat).
- Was verzehre ich in Düsseldorf? Wolf, Düsseldorf 1830 (Digitalisat).
- Welchem Volke verdankt die Sternkunde ihre mehresten Entdeckungen? [S.l.] [ca. 1802] (Digitalisat).
- Wie dachte sich das Abendmahl des Herrn der Apostel Johannes, der Lieblingsjünger von Jesu? Bötticher, Düsseldorf 1844 (Digitalisat).
- Wünsche und Hoffnungen eines Rheinländers. Didot, Paris 1815 (Digitalisat).
- Wünsche und Hoffnungen eines Rheinländers. [S. n.], Düsseldorf 1816 (Digitalisat).
- Wo ist der Gerichtsstand eines Zeitungsschreibers? Schultz & Wundermann, Hamm 1819 (Digitalisat).
- Versuch über das Gesetz des Falles, den Widerstand der Luft und die Umdrehung der Erde. Dortmund 1804, 2. Auflage Hamburg 1824 (Digitalisat).
- Handbuch der angewandten Geometrie. 3 Bände. Düsseldorf 1810.
- Versuche über die Umdrehung der Erde. Düsseldorf 1845 (Digitalisat).
- Die Sternschnuppen. Hamburg 1839 (Digitalisat).